# Ajax (Missionar)
Ajax († nach 468) war ein arianischer Missionar, der die Sueben des Suebenreiches im Jahre 464 (anderen Quellen zufolge 466) zur christlichen Strömung des Arianismus bekehrte.

## Leben
Ajax hatte vom König der Westgoten, Theoderich II., die Aufgabe, die in der Mitte des 5. Jahrhunderts zu einem kleinen Teil schon katholischen, größtenteils aber noch heidnischen Sueben, die damals in der Provinz Gallaecia siedelten, zum arianischen Christentum zu bekehren.
Theoderichs Ansinnen an Ajax war wohl das Ergebnis der Verbesserung der Beziehungen zwischen Sueben und Westgoten. Der suebische König Remismund hatte zu der Zeit aus politischen Gründen eine westgotische Prinzessin geehelicht. Theoderich konnte sich nach dieser Heirat Hoffnungen machen, dass der gesamte Stamm der Sueben das Christentum in der arianischen Form annehmen und dadurch den Westgoten näher, dagegen dem Römischen Reich und seiner Reichskirche, die den Arianismus als häretisch ablehnte, ferner rücken würde. Die Mission von Ajax war vor allem in suebischen Adelskreisen erfolgreich. Es kann aber sein, dass er nicht der einzige arianische Missionar unter den Sueben der damaligen Zeit war. Ajax genaues Sterbedatum ist unbekannt.
Es wurde viel über seinen homerischen Namen spekuliert. Hydatius, Bischof von Aquae Flaviae im heutigen Chaves, sprach in seinen Schriften von einem Ajax geboren in Galata. Mit dem Begriff Galata könnte Gallien, aber auch die römische Provinz Galatien in der heutigen Türkei gemeint gewesen sein. Die naheliegende Option, dass Gallaecia (Galicien) gemeint war, gilt als unwahrscheinlich. Hydatius beschrieb Ajax, der einst selbst Katholik gewesen sein soll, als „Feind des katholischen Glaubens und des Dogmas der Heiligen Dreifaltigkeit“ (hostis catholicae fidei et divinae trinitatis). Rückblickend kam auch Isidor von Sevilla, der ungefähr ein Jahrhundert nach Hydatius lebte, zu der gleichen Einschätzung über Ajax wie der Bischof von Aquae Flaviae.